# Bavayia centralis
Bavayia centralis — вид геконоподібних ящірок родини диплодактилідів (Diplodactylidae). Ендемік Нової Каледонії. Описаний у 2022 році.

## Поширення і екологія
Bavayia centralis відомі за кількома зразками, зібраними в горах Центрального хребта у центральній частині острова Нова Каледонія, на кордоні між Північної і Південною провінціями. Вони живуть в густих тропічних лісах.